# Buslijn 331 (Velp-Nijmegen)
Buslijn 331 van Hermes (Breng) is een van de lijnen van brengdirect, een HOV-netwerk in de Stadsregio Arnhem Nijmegen, tussen de stad Nijmegen en het dorp Velp.

## Route
De buslijn rijdt vanuit Velp via Arnhem, Elst, Oosterhout en Lent naar Nijmegen, naar de wijk Weezenhof. Hierbij doet de bus een groot aantal stations aan, in totaal wel zeven, waardoor er op veel momenten kan worden overgestapt op de trein. De bussen vanuit Nijmegen Weezenhof hebben ook nog een alternatieve route, waarbij ze na het centraal station via de Smetiusstraat naar Plein 1944 doorrijden.

## Geschiedenis
De lijn werd in 2013 als tweede lijn van brengdirect ingesteld. Sindsdien is de route van de bus weinig veranderd. Er was tot 2015 een alternatief begin-/eindpunt in Arnhem bij de halte IJsseloord 2.
Vanaf 3 januari 2021 ging lijn 331 van maandag t/m zaterdag overdag ook stoppen in Aldenhof, die de bediening op genoemde dagen overnam van lijn 4.